# Соперники (телесериал)
«Соперники» (англ. Rivals) — британский телесериал, экранизация одноимённого романа Джилли Купер. В главных ролях задействованы: Алекс Хэсселл, Дэвид Теннант, Эйдан Тёрнер, Кэтрин Паркинсон, Виктория Смарфит, Нафесса Уильямс, Белла Маклин, Эмили Атак и Дэнни Дайер. Премьера первого сезона состоялась 18 октября 2024 года. В декабре сериал был продлён на второй сезон.
«Соперники» стал одним из самых высокооценённых сериалов 2024 года, заняв 3-е место в рейтинге сайт-агрегатора Metacritic (британский проект уступил только «Сёгуну» и «Оленёнку»).

## Сюжет
Действие сериала разворачивается в 1986 году в вымышленном графстве Ратшир. Британский аристократ, член парламента Руперт Кэмпбелл-Блэк и выходец из буржуазии, нувориш лорд Тони Баддинхем, постоянно соперничают между собой. Новый виток противостояния возникает в стенах телекомпании Corinium. Постепенно мужчины начинают втягивать в конфликт своих жён, любовниц, коллег и друзей.

## В ролях
- Алекс Хэсселл — Руперт Кэмпбелл-Блэк, аристократ, бывший олимпийский чемпион и известный ловелас, ныне член парламента и министр спорта.
- Дэвид Теннант — Тони, лорд Баддинхем, владелец Corinium Television. Нувориш, из-за чего становится предметом насмешек Руперта.
- Эйдан Тёрнер — Деклан О’Хара, темпераментный ирландец, бывший журналист Би-би-си, нанятый вести собственное шоу на Corinium Television.
- Виктория Смарфит — Мод О’Хара, жена Деклана и бывшая актриса, любящая пофлиртовать с другими мужчинами.
- Нафесса Уильямс — Кэмерон Кук, телепродюсер Corinium Television приглашённая из США, любовница Тони.
- Белла Маклин — Агата (Тагги) О’Хара, средняя дочь Деклана и Мод, которая мечтает открыть собственную компанию общественного питания.
- Кэтрин Паркинсон — Лиззи Верекер, писательница любовных романов, которая дружит с Рупертом.
- Оливер Крис — Джеймс Верекер, телеведущий Corinium Television и эгоцентричный муж Лиззи.
- Дэнни Дайер — Фредди Джонс, преуспевающий бизнесмен-айтишник, который живёт в несчастливом браке.
- Лиза Макгриллис — Валери Джонс, жена Фредди, известная карьеристка, управляющая бутиком одежды.
- Руфус Джонс — Пол Стрэттон, член парламента  переживающего кризис среднего возраста.
- Эмили Атак — Сара Стрэттон, вторая жена и бывшая любовница члена парламента Пола Стрэттона, мечтающая стать телеведущей.

## Производство
В августе 2022 года появилась информация, что Disney+ планирует экранизировать роман Джилли Купер «Соперники» в виде восьмисерийного мини-сериала в «современном антураже».
В качестве ведущего режиссера сериала был назначен Эллиот Хегарти, должности исполнительных продюсеров получили Александр Лэмб, Лора Уэйд и Ли Мэйсон. Сценаристами проекта выступили Софи Гудхарт, Марк Хорн, Мими Хэйр, Клэр Нейлор, Дэйр Айегбайо, Кефи Чедвик, Трей Эйджеман, Сорча Куриен Уолш, Доминик Тредуэлл-Коллинз и Лора Уэйд.
В марте 2023 года были объявлены исполнители главных ролей — Дэвид Теннант, Дэнни Дайер, Кэтрин Паркинсон и Алекс Хасселл. В том же месяце к ним присоединились Виктория Смерфит и Эйдан Тернер. В мае 2023 года актёрский состав пополнили Лара Пик и Дэвид Колдер.
Съёмки сериала стартовали в марте 2023 года, их основная часть прошла на студии Bottle Yard Studios в Хенгроуве. Дополнительный материал был отснят в Тетбери, графство Глостершир.

## Отзывы критиков
Рейтинг сериала на сайте Rotten Tomatoes составляет 95% со средней оценкой 7.9/10 на основе 37 обзоров. Консенсус критиков гласит: «Чёрная комедия в щегольском антураже, демонстрирует классовую борьбу и саркастическое соперничество [главных героев] с накалом, от которого сложно оторваться». Оценка проекта на сайте Metacritic составляет 84 баллов из 100 на основе 12 рецензий, что приравнивается к статусу «всеобщее признание».